# Ville de la villégiature d'hiver de riviera à Nice
La ville de la villégiature d'hiver de riviera à Nice témoigne de l'évolution entre les XVIIIe et XIXe siècles de la station climatique hivernale de villégiature d'hiver de riviera. Le site est inscrit le 27 juillet 2021 sur la Liste du patrimoine mondial de l'UNESCO.
L'inscription est fondée sur le critère (ii) : Nice, la ville de la villégiature d’hiver de riviera représente un exemple important de la fusion des influences culturelles britanniques, italiennes, françaises, russes et autres, ayant débouché sur différents styles architecturaux, diverses conceptions et décorations de bâtiments qui expriment son caractère cosmopolite de villégiature d’hiver, en particulier au XIXe siècle, sous l’impulsion du Consiglio d'Ornato.

## Périmètre

Carte du périmètre de la ville de villégiature d'hiver de riviera à Nice inscrit au patrimoine mondial de l'Unesco, entouré d'une zone tampon.

Le périmètre de la ville de villégiature d'hiver de riviera à Nice inscrit au patrimoine mondial, d'une superficie de 522 hectares entourée d'une zone tampon de 4 243 ha, comprend la promenade des Anglais, le quai des États-Unis, la terrasse des Ponchettes, dépasse Rauba-Capeù au pied de la colline du Château, traverse le port Lympia, inclut le mont Boron, les collines de Cimiez et des Baumettes qui constituent l'amphithéâtre tourné vers la mer, caractéristique des villes de riviera, et prend en compte le vaste espace urbain au tracé délimité au nord par la voie de chemin de fer et au sud par la promenade des Anglais avec quelques extensions dont la cathédrale Saint-Nicolas.

## Historique
Située sur la Riviera méditerranéenne près de la frontière italienne, la ville de villégiature d'hiver de riviera à Nice témoigne de l'évolution de la station climatique, influencée par la douceur du climat et sa situation au bord de la mer et au pied des Alpes. 
Simple bourgade du royaume de Piémont-Sardaigne, Nice attire à partir du milieu du XVIIIe siècle de plus en plus de familles de l'aristocratie et de la haute société, principalement britanniques, rentiers et riches oisifs captivés par les récits de voyage de Tobias Smollett, qui prennent l'habitude d'y passer l'hiver. En 1832, le consiglio d'ornato met en œuvre un plan régulateur visant à rendre la ville attrayante pour les étrangers. Parcs et jardins sont aménagés, complantés d'espèces exotiques comme les palmiers ou les orangers. Le Camin dei Inglesi, modeste chemin de deux mètres de large longeant le bord de mer, est transformé en promenade et nommé promenade des Anglais après que la ville fut cédée à la France. 
Au cours du XIXe siècle, un nombre croissant d'hivernants venus notamment de Russie, de Prusse, d'Autriche-Hongrie, affluent dans la ville, menant ainsi aux phases successives d'aménagement de nouveaux quartiers à côté de la vieille ville médiévale. Les influences culturelles diverses des hivernants et le désir de tirer le meilleur parti des conditions climatiques et des paysages de l'endroit ont façonné l'urbanisme et les styles architecturaux éclectiques de ces quartiers, contribuant à la renommée de la ville en tant que station climatique d'hiver cosmopolite. 

## Patrimoine architectural et urbanistique

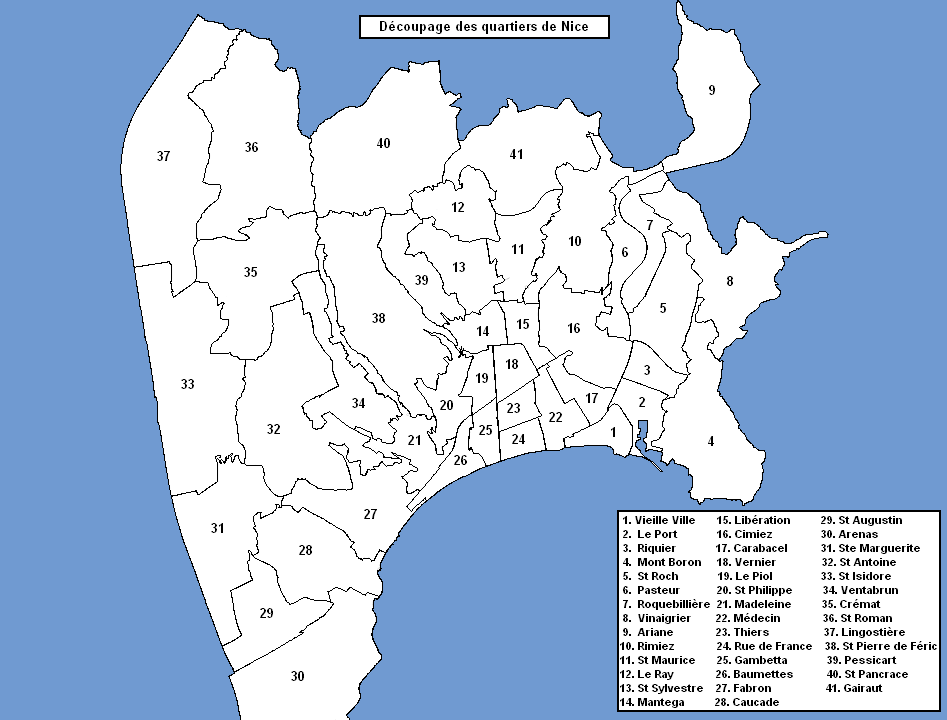
Carte des quartiers de Nice.

### Préhistoire et Antiquité
Dans le périmètre de la ville de villégiature d'hiver de  riviera à Nice, la grotte du Lazaret, aux pieds du mont Boron, où ont été découvertes les traces d'une industrie lithique acheuléenne remontant au paléolithique inférieur, et, sur ses pentes, le campement de Terra Amata, datant de 380 000 ans avant le présent et témoignant de la domestication du feu, sont deux des plus anciens sites connus occupés par les Hommes en Europe occidentale. 
Sur les hauteurs de Cimiez subsistent les vestiges de murs cyclopéens bordant l'oppidum édifié au IIe millénaire av. J.-C. par la tribu ligure des Védiantiens,, peuple d'agriculteurs de pasteurs, qui ont tracé les premières drailles à Brancolar et Gairaut, et pratiqué des échanges avec les gens de la mer qui apportaient les grains et les poteries au niveau des anses des Ponchettes, de Limpia et sur le Palo. Les Étrusques commercent dès le VIe siècle av. J.-C. avec les Védiantiens et transportent par flottage jusqu'en Étrurie le bois coupé dans la région niçoise pour la construction des navires.

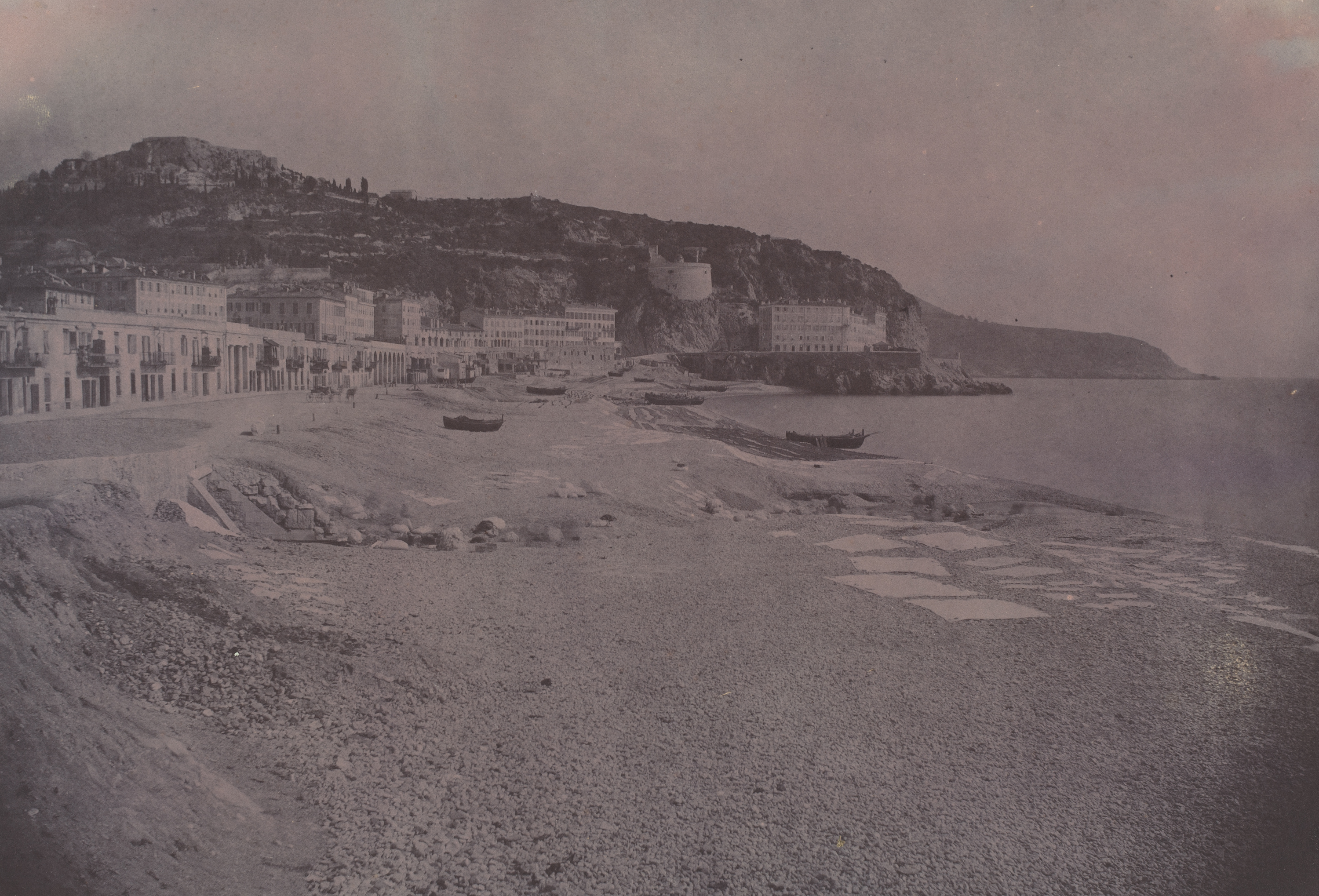
Les Ponchettes à Nice (vers 1855), photographie d'Édouard Baldus, National Gallery of Art (Washington).

Après la fondation de Massalia en 600 av. J.-C., marchands et colons phocéens commercent sur le littoral provençal, fondent Olbia et Antipolis et s'installent au IIIe siècle av. J.-C. sur l'acropole qu’ils nomment Nikaïa, toponyme provenant du radical « nis » désignant les sources et les fontaines présentes au pied de la colline et auxquelles les navires viennent s’approvisionner en eau douce. Sans institution propre puisque dépendant de Massalia, Nikaïa est un simple lieu d’échanges avec l’arrière-pays par la vallée du Paillon. La situation du port n’est pas très avantageuse. La marine des Ponchettes est, plus qu’une anse véritable, une plage où des récifs affleurent, d'où son nom de pouncheta, « petites pointes ». 
La nécessité pour les Romains de rejoindre la péninsule Ibérique à partir du IIIe siècle av. J.-C. conduit à la création le long du littoral méditerranéen d’un itinéraire reprenant le tracé de la voie héracléenne. La via Julia Augusta, tronçon de la via Aurelia en provenance de Ligurie, est encore repérable dans le territoire niçois. Après le franchissement du mont Agel, le havre niçois constitue une halte avant la Gaule narbonnaise. Cemenelum, sur l'éperon de Cimiez, devient une ville de garnison puis la capitale des Alpes Maritimæ et, du IIIe siècle av. J.-C. jusqu'au VIe siècle, une cité importante pour les échanges dans le monde romain. 
L'exploitation de l'ager publicus autour de Cemenelum répond au besoin de la consommation romaine. Le tracé des voies de communication répond à la nécessité de transporter les marchandises des et vers les ports. La plage des Ponchettes au pied de la colline est équipée de pontons flottants mais Antibes, Mandelieu et l'île Sainte-Marguerite sont les principaux ports pour le chargement des bateaux à destination d'Ostie. Dans la campagne niçoise qui s'étend entre le Paillon et le Var, les chemins tracés se retrouvent dans les voies de circulation d'aujourd'hui (Saint-Lambert, Fontaine de la ville, Ray, Californie, Dabray, Gairaut...). Ils conduisent aux villæ rusticæ qui reprennent parfois les sites d'habitats ligures. 
La province romaine des Alpes Maritimæ, voisine de la Narbonaise seconde, est moins romanisée et moins développée. Le ligure demeure la langue d'usage dans l'arrière-pays niçois. Des noms latins désignent les divinités coutumières comme les matres vediantiæ, déesses des sources bienfaisantes. L'occupation romaine apporte peu de changements sur le plan économique. La cité compte à son apogée au IIIe siècle jusqu'à 20 000 habitants. Elle est équipée d'un forum, d'une curie, d'un capitole, de thermes et d'un amphithéâtre. Limité au plateau de Cimiez, l'espace urbain est relativement exigu. Une grande partie de la population réside dans l'ager. Ne subsistent de cette période que les Arènes et les Thermes romains de Cimiez. Au déclin de l'empire au Ve siècle, le site de Cemenelum est délaissé par la population qui se regroupe sur la colline de Nikaïa mieux protégée contre les menaces venues à la fois de la terre et de la mer.

### Moyen Âge
La longue période qui s'étend du Ve au XIe siècle est marquée par un effacement de Nice dans l'histoire. Au cours de cette période il s'agit surtout de se protéger contre les agressions des voisins et contre les menaces venues de la mer. À partir du VIe siècle les raids de pillage liés à la piraterie généralisée en Méditerranée incitent la population à se réfugier sur les hauteurs. Le territoire retrouve la situation qui était la sienne un millénaire plus tôt. La seule force organisatrice active est alors l'Église. La fin de la période romaine avait été marquée par l'évangélisation des populations locales, dont témoignent les récits des martyres de saint Bassus (it) et de saint Pons et celui de l'arrivée miraculeuse de sainte Réparate. En 314, Nice est érigée en évêché. Les seules constructions significatives, hormis les habitations et un lieu de culte dans l'enceinte de Nikaïa, sont l'abbaye Saint-Pons dans la vallée du Paillon en 778, et, plus tardivement, la chapelle Sainte-Réparate et la chapelle Saint-Tropez. Aucune expansion urbaine significative ne se produit entre la fin de l'Empire romain et le XIe siècle. 
En 1143, la ville est érigée en commune et commence à déborder des limites de la butte de Nikaïa. C'est le début d'une lente et modeste extension urbaine, d'abord au nord de la colline de Nikaïa puis vers l'ouest sur le piémont alluvionnaire dans un espace délimité par le cours du Paillon et la mer. Le nouvel espace est relié à la colline par des pentes permettant son accès sous la protection des fortifications. Il comporte une grève dans l'anse des Ponchettes qui jusqu'au XVIIIe siècle fait office de port. Les nouveaux quartiers bénéficient d'une enceinte fortifiée qui va être renforcée tout au long du XIVe siècle. Cette croissance urbaine est liée à un accroissement de la population qui de 2 500 habitants en 1176 — elle était de 20 000 à l'apogée de l'occupation romaine — passe à 5 600 en 1264. Cet essor démographique est de courte durée : en 1347, la peste noire est responsable de 4 000 morts. La bourgade survit de la pêche et d'une agriculture de subsistance, pratiquée dans la plaine à l'ouest du Paillon selon les mêmes techniques qu'à l'époque romaine, ainsi que de l'élevage des ovins sur les collines. La constitution d'un petit faubourg s'esquisse sur la rive droite, au débouché du premier pont construit sur le Paillon, dénommé plus tard le Pont-Vieux. À l'est de la colline, la pente abrupte qui débouche sur la zone marécageuse de Lympia freine l'extension urbaine. La ville se développe donc sur un espace contraint entre le Paillon et la mer et va s'y fixer jusqu'à la fin du XVIIIe siècle.
La dédition de Nice à la Savoie, le 28 septembre 1388, qui évite au pays niçois les répercussions des conflits qui opposent les maisons d'Anjou et de Naples pour la domination de la Provence, est le point de départ du destin de la ville actuelle. En 1419, la maison de Savoie s'empare du val d'Aoste, des vallées alpines et d'une partie de la plaine du Pô avec Turin. Le Piémont prend une importance décisive dans l'évolution du comté de Nice qui profite de son intégration pour se transformer. La fertile plaine padane nécessite un débouché maritime et Nice, seul port de cet État montagnard, devient ainsi le port du Piémont. 

### Époque moderne
Au XVIe siècle, l'amplification des trafics transalpins organisés autour de la route du sel anime le peuple des marchands niçois. En 1543, une escadre turque attaque Nice alors que les troupes de François Ier font le siège de la ville. Après un bombardement sévère, les Français investissent la ville basse mais le château résiste jusqu'à l'arrivée des secours savoyards. Les Français, à court de munitions, lèvent le siège, ce qui évite à la ville d'être livrée au pillage. Le siège marque profondément les Niçois. Son souvenir est encore présent à travers la figure mythique de Catherine Ségurane dont l'héroïsme au cours du siège est célébré chaque année. Cet épisode a fait prendre conscience au duc de Savoie Emmanuel-Philibert de la nécessité de renforcer les défenses du seul débouché sur la mer de ses États. 
À cette époque, Nice prend deux formes : une ville haute, dont la fonction militaire l'emporte progressivement avec la construction d’un très important ensemble fortifié ; une ville basse où réside la majeure partie de la population à l'abri des murailles. Pendant toute la seconde moitié du XVIe siècle sont lancés plusieurs chantiers de constructions militaires. Le château est transformé en citadelle en 1576. La population qui habite dans son enceinte est transférée vers la ville basse. Charles-Emmanuel Ier poursuit cette militarisation de la ville en affirmant sa volonté de faire de Nice « la plus puissante forteresse » de son duché. Les murailles qui entourent la ville sont considérablement renforcées, flanquées de bastions et sur l'emplacement de la marine, le rempart est avancé vers la mer. La darse de Villefranche-sur-Mer, arsenal du duché de Savoie, est protégée par trois fortifications : le fort du mont Alban est édifié en 1557, la citadelle Saint-Elme en 1563, la tour de Saint-Hospice au début du XVIIe siècle.

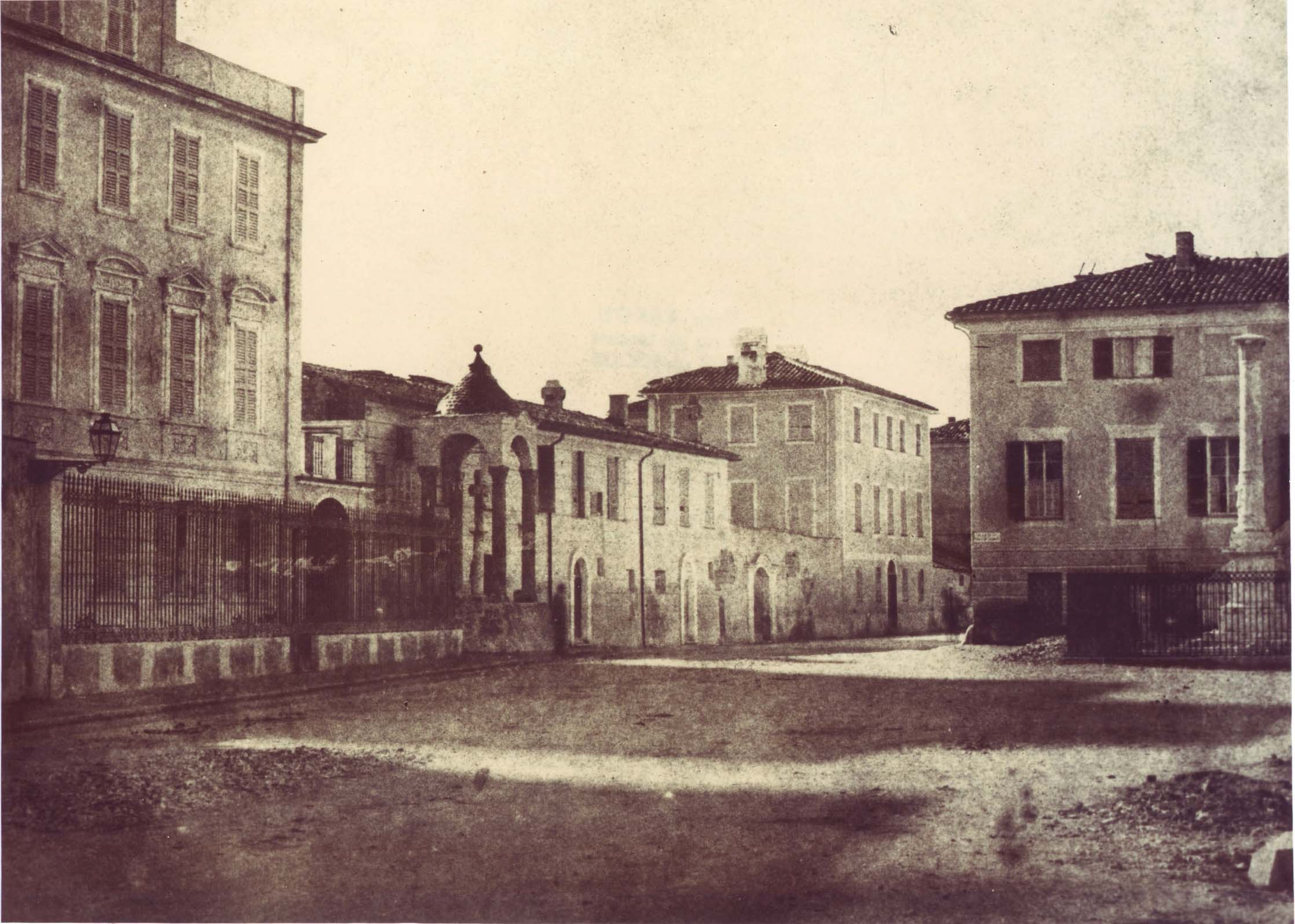
Place de la Croix de marbre en 1865.

Un certain nombre de bâtiments civils de Nice sont également construits : le palais ducal vers 1559, remanié en 1613 et maintes fois par la suite jusqu'à la fin du XIXe siècle ; le palais communal en 1574 ; l'église Sainte-Réparate devient cathédrale en 1590. En 1568, pour la première fois, un monument public est construit à l'extérieur de l'enceinte de la ville, à l'ouest du Paillon, non loin de la mer : la « Croix de Marbre » commémore les négociations menées entre François Ier et Charles Quint à Nice pour négocier une trêve sous les auspices du pape Pie V, qui séjourne à Nice à cette occasion. La cathédrale Sainte-Marie du château de Nice, est abandonnée au profit de la nouvelle église Sainte-Réparate, qui accueille le siège de l'évêque. La superficie de la ville basse enserrée dans ses remparts reste toutefois limitée. Pêcheurs, bergers, paysans et marchands s'entassent dans des constructions sans cesse remaniées et agrandies. La population atteint environ 10 000 habitants. 
Au XVIIe siècle, la ville atteint le maximum de son développement dans le cadre contraint de son enceinte défensive. Les institutions administratives et judiciaires se développent. La classe des notables niçois renforcée par celle des juristes qui apparaît avec l'installation en 1614 du Sénat est à l'origine des transformations urbaines dont la mémoire est conservée par les dates apposées sur les linteaux de la majorité des bâtiments encore existants dans le Vieux-Nice dont la construction date de cette période. Construites sur l'emplacement de maisons rachetées pour être démolies, sont érigées à l'intérieur des remparts des résidences de prestige comme le palais Lascaris dont la construction s'étend de 1665 à 1706. Les autorités savoyardes étant favorables à la Contre-Réforme, Nice continue d'accueillir de nombreux ordres religieux qui construisent les couvents et les églises baroques encore très nombreuses dans la vieille ville : l'église du Gesù, l'église Saint-Giaume des Carmes, l'église Saint-Martin des Augustins, la chapelle de la Visitation Sainte-Claire des Clarisses. L'église Sainte-Réparate est reconstruite et retrouve sa fonction de cathédrale à la suite des travaux de 1651 à 1699.
En 1691, à nouveau en guerre contre la maison de Savoie, les Français assiègent Nice. De violents bombardements affaiblissent les défenses de la ville. Après une courte trêve, un nouveau conflit éclate en 1705-1706. L'État savoyard vaincu dans les Alpes et à Nice doit accepter la destruction d'une partie de ses forteresses alpines mais aussi de celle de Nice. Des galeries de mines emplies de poudre explosent en 1706 dans la colline du château et détruisent non seulement les fortifications mais aussi les bâtiments civils et religieux. La ville haute est un champ de ruines. Libérée du corset des remparts la ville va s'étendre. La pierre du château en ruine fournit la matière à la construction de la ville basse. Comme lors de l'arrivée des Phocéens et des Romains puis lors de la dédition de Nice à la Savoie, c'est un facteur extérieur qui va orienter le destin de Nice. De 1710 à 1780 les souverains « éclairés » du royaume de Piémont-Sardaigne tentent de développer l'économie niçoise en mettant à profit la disparition de sa fonction militaire. 
Isolée par les montagnes, sur les bords de la Méditerranée, subissant les contraintes du milieu physique, manque d'eau et nature du sol, la campagne niçoise a développé en plaine « une agriculture sèche » où se combinent arbres, treilles et cultures au sol irriguées par des puits et des norias. Sur les collines calcaires de l'est et du nord de l'anse niçoise, des terrasses sont taillées sur les versants pour recevoir oliviers et arbres fruitiers mais sont peu mises en valeur en l'absence d'eau d'irrigation et réservées au pacage des moutons et des chèvres. En 1734 on dénombre dans le comté de Nice 94 chevaux et 4 392 mulets et ânes. Utilisant les cheminements tracés depuis l'Antiquité à partir des deux cités de Nikaia et Cemenelum, la plaine est davantage mise en valeur et constellée de « bastides », domaines comportant une maison de maître et parfois une chapelle. En 1718, sur les 14 608 habitants que compte Nice, 5 752 vivent dans la campagne niçoise sur la rive droite du Paillon. 
Le port situé dans l'anse Saint-Lambert au pied de la colline du Château n’offrant aux navires qu'un abri précaire et la darse de Villefranche-sur-Mer, arsenal et port-franc du duché de Savoie étant mal relié à Nice, plusieurs projets sont proposés pour la ville dès le XVIIe siècle. Plutôt que d'aménager le port existant il est décidé d'en creuser un nouveau dans la zone marécageuse de Limpia. Les travaux de creusement d'un bassin protégé des lames par deux môles conçu par Filippo Nicolis di Robilant (it) se déroulent entre 1749 et 1756. Handicapé par les difficultés de liaison avec le Piémont par les cols des Alpes malgré la modernisation de la route royale de Nice à Turin construite en 1610 par Charles-Emmanuel Ier et rendue carrossable sur décision de Victor-Amédée III en 1780, hormis les exportations d'huile d'olive, il est peu actif et fait l'objet à ses débuts de nombreuses critiques. 
Le duc de Savoie Charles-Emmanuel III veut doter Nice d'une place d'armes digne des places royales, symbole de l'absolutisme du siècle des Lumières. La place Victor voit le jour sous le roi de Sardaigne Victor-Amédée III qui lui donne son nom. Sa construction s'étend de 1780 à 1792. Elle s'ouvre sur la route de Turin par une porte monumentale semblable à la porta nova de la piazza Vittoria de la capitale sabauda. Uniformément bordée de maisons de trois étages à arcades rappelant les portici turinois, ses façades, auxquelles une couleur uniforme est imposée, sont relevées de motifs architecturaux peints en trompe-l'œil, dans la tradition ligure des murs peints. Sa création participe, avec le creusement du port Lympia, des embellissements qui offrent aux premiers « villégiateurs » des ensembles architecturaux de même qualité que ceux des grandes villes européennes dont ils proviennent. Même si ce n'est pas là le motif essentiel de la venue des hivernants dans la station climatique de Nice, ce cadre urbain contribue à l'attrait de la ville au même titre que l'aménagement en véritable jardin paysager de la campagne niçoise, l'ensemble constituant l'esquisse au XVIIIe siècle de la ville de villégiature d'hiver de riviera à Nice.

### Naissance de la ville de villégiature d'hiver
Pendant la guerre de Succession d'Autriche, en 1747, une armée anglaise, alliée à la Savoie, stationne à Nice pendant que les vaisseaux britanniques mouillent dans la darse de Villefranche-sur-Mer. À leur retour, leurs officiers, tout en déplorant la pauvreté du comté de Nice, vantent la beauté du site et les charmes du climat niçois en hiver. Les massifs du Mercantour au nord et du Cheiron à l'ouest, ainsi que le régime particulier des vents dans le golfe de Gênes, font en effet bénéficier la ville d'un climat privilégié. Le mistral, venu du nord-ouest et parfois de l'ouest, s'arrête à Antibes et prend la direction du large. Le site niçois dispose également de l'une des plus fortes durées d'ensoleillement des côtes nord-méditerranéennes (2 762 heures par an en moyenne) et d'une absence de brouillards et de brumes. Les températures moyennes hivernales sont comprises entre 8° et 10° C. Les premiers hivernants britanniques ont la possibilité de pratiquer à Nice le bain à la lame en eau fraîche auquel ils s'adonnent dans les stations balnéaires de la Manche et de la mer du Nord. Un service maritime régulier entre l'Angleterre et Nice est mis en place en 1763. 
Après leur séjour à Nice, le Britannique Tobias Smollett et le Suisse, Johann Georg Sulzer, publient chacun un compte-rendu de voyage. Ces deux ouvrages contribuent à diffuser la réputation de Nice en Europe. Ils soulignent les effets thérapeutiques du climat sur les maladies pulmonaires et plus particulièrement sur la tuberculose pour laquelle il n'y a pas de traitement. La croyance dans les effets thérapeutiques du climat niçois est largement partagée en Europe, comme l'atteste la correspondance de Voltaire. Les écrits du Genevois Horace Bénédict de Saussure et des Français Jean-Baptiste Dupaty ou Jérôme de Lalande contribuent à forger la réputation de Nice non seulement comme station climatique mais pour la beauté du paysage. Un autre argument en faveur de la villégiature d'hiver à Nice est le coût avantageux de la vie. Tous les auteurs écrivant sur Nice à cette époque insistent sur la modicité du coût des denrées alimentaires et sur l'abondance des fruits et légumes, même s'ils déplorent par ailleurs l'absence de certaines viandes. En même temps que les récits de voyage se diffusent les premières représentations picturales des paysages niçois. Le premier livre dont les estampes donnent à voir ces paysages est le Voyage pittoresque (1787) d'Albanis Beaumont, précepteur des enfants du duc de Gloucester qu'il accompagne pendant son Grand Tour et son séjour à Nice. A la même époque, deux artistes amateurs britanniques, suivies par beaucoup d'autres, font publier à Édimbourg leurs recueils de dessins sur Nice et ses environs. 
Les séjours à Nice des membres de la famille royale, contribuent à valoriser Nice auprès de l'aristocratie anglaise. Étant donné le prestige de l'Angleterre en Europe, des Français, des Suisses, des Hollandais et des Polonais prennent rapidement l'habitude de venir à Nice. En 1787, 115 familles étrangères séjournent à Nice, dépensant 100 000 livres à l'année. Les Niçois vont apprendre à en tirer parti en louant les bastides de la campagne niçoise mais aussi les palais de la Vila Nova, quartier nouveau à l'ouest de la vieille ville qui commence sa métamorphose.
L'urbanisation du « Pré aux oies », sur la rive gauche du Paillon, est la troisième étape de l'expansion de la ville vers l'ouest. Le nouveau quartier, la Vila Nova, est relié à la vieille ville par la place Saint-Dominique face au couvent des Dominicains. Édifié sur l'emplacement de ce qui n'était qu'un terrain vague, il est réalisé selon un plan en damiers dont les axes principaux sont orientés est ouest dans le prolongement des rues existantes et dont les angles débouchent sur des artères. À l'angle nord-ouest s'élève la nouvelle tour de l'horloge qui remplace celle de la vieille ville. Les familles patriciennes niçoises louent tout ou partie de leurs résidences aux premiers hivernants, voire en font construire de nouvelles à cet effet. Le palais Spitalieri de Cessole, construit en 1768 et dont certains étages sont dès l'origine réservés à la location, abrite à partir des années 1780 un hôtel de voyageurs, l'hôtel d'York. Le palais Corvesy du comte de Gorbio, achevé en 1768, est la résidence du consul britannique Greene. Le palais Hongran dont la façade rappelle les façades hollandaises baroques du XVIIIe siècle, est achevé en 1772 sur la rue Saint-François-de-Paule. À la fin du siècle, le duc de Gloucester, frère du roi d’Angleterre, séjourne dans l'une des maisons de la famille San Pietro situées le long du côté sud de la rue Saint-François-de-Paule. L'architecture soignée et le confort de ces bâtiments correspond aux exigences des étrangers qui n’envisagent pas de se loger dans les maisons sans jardin de la vieille ville aux rues étroites. En 1777, est érigé, à l'initiative de la comtesse Alli-Maccarani (it), à l'emplacement de l'actuel Opéra, rue Saint-François-de-Paule, le premier théâtre niçois. Il est cependant peu fréquenté par les étrangers qui viennent à Nice pour son climat et ses paysages. Lors de l'édification de la Vila Nova, la nouvelle fonction touristique commence à être prise en compte mais elle ne détermine pas encore rigoureusement les formes de la ville. On y trouve alors plusieurs des bâtiments qui seront ensuite délibérément exclus des quartiers édifiés pour les hivernants : la caserne construite en 1776 à l'ouest de la place Saint-Dominique, la manufacture des tabacs, le couvent des Minimes, le séminaire, l'hospice de la charité édifié à partir de 1760 à l'extrême ouest. 
La première promenade publique, le Parco ou Palco, est aménagée sur l'espace laissé disponible par la destruction des remparts, au sud de la ville, le long de l'actuel cours Saleya. Plantée d'ormeaux, elle est fréquentée par les aristocrates et les patriciens niçois dans la tradition italienne du strùscio qui vise davantage à se montrer qu'à contempler le paysage : on ne peut en effet voir la mer depuis le Palco car plusieurs constructions s'intercalent entre la nouvelle promenade et le rivage. L'aménagement, à proximité du palais du Gouverneur, entre le Palco et la mer, de la couverture en terrasse des magasins et entrepôts édifiés le long du rivage, qui offre une vue exceptionnelle sur la plaine et ses jardins, sur les collines couvertes d'oliviers, sur l'amphithéâtre constitué par la proximité de la mer et de la montagne et sur la baie des Anges jusqu'au cap d'Antibes, attire davantage les hivernants. Cet aménagement est comparable à celui du Real Passeggio sur la Riviera di Chiaia à Naples ou de la Mura delle Cattive à Palerme mais il est également comparé par l'historien niçois Luc Thévenon à celui des Tuileries ou du Luxembourg à Paris. 